# Isidoro Croce
Isidoro Croce OSBI (* 8. Januar 1892 in Grottaferrata, Italien; † 10. März 1966 (nach anderen Quellen: 1960) ebenda) war Abt von Santa Maria di Grottaferrata.

## Leben
Isidoro Croce wurde in Grottaferrata geboren. Mit achtundzwanzig Jahren wurde Croce am 11. November 1920 in der Ordensgemeinschaft der Basilianer zum Priester geweiht. Am 18. Dezember 1937 erfolgte die Ernennung von Isidoro Croce zum Abt von Santa Maria di Grottaferrata.
Isidoro Croce war bis 1960 Abt und verstarb im Jahre 1966 im Alter von 74 Jahren.